# GOOD BOY (GD X TAEYANG의 노래)
GOOD BOY은 대한민국의 음악 그룹 빅뱅에서 G-Dragon과 태양이 결성한 유닛 그룹의 첫 번째 싱글 음반이다. 2014년 11월 21일, YG 엔터테인먼트에서 발표한 힙합 프로젝트의 2탄으로 기획되었다.

## 배경
YG 엔터테인먼트는 새로운 힙합 프로젝트의 2탄을 발표하였다. 그 첫 아티스트로 11월 17일에 G-Dragon과, 11월 18일에 태양이 공개되었다. 이후 티저 영상과 이미지가 공개되었다.

## 뮤직 비디오
이 노래의 뮤직 비디오는 미국의 유명 감독 콜린 틸리가 작업했다. 빅뱅의 공식 유튜브 채널에서 공개된 지 하루만에 200만 뷰의 조회수를 기록했다. 이 비디오는 기존과는 차별화된 새로운 방식을 위해 유튜브에서 2015년을 빛낼 아티스트를 선정하고 세계 정상급 감독과 이들의 특별한 콜라보레이션 뮤직비디오를 제작하는 기회를 마련했는데, 그 첫 번째 뮤지션이 GD X TAEYANG으로 선정되어 유튜브와 협업을 통해 제작되었다.

## 평가
"GOOD BOY"는 일반적으로 좋은 평가를 받았다. 이 곡은 "놀라운 클럽 송"으로 불리었다. 미국의 《퓨즈》는 "오늘은 케이팝의 우정을 기리기 위한 특별한 날이다. 그들의 싱글 "GOOD BOY"가 출시되었다. 그리고 역시, 최고였다”고 전하며, "지드래곤은 빠른 라임의 랩과 센스 있는 브릿지를 넣었고, 태양의 보컬은 후렴을 더욱 고조시켜준다"며 곡에 대해 소개를 하며 "이 둘은 예전에 태양의 앨범에서 "Stay With Me"라는 노래로 콜라보를 한적이 있지만, 이 노래야 말로 지디 태양의 최고노래가 아닐까 싶다"고 언급하며, 2014년 "11월 최고의 댄스 곡 10"으로 선정했다. 또한 《퓨즈》는 "2014년 최고의 곡 41"에 "GOOD BOY"를 선정했다.
미국의 《빌보드》는 "지드래곤 특유의 감각적인 랩과 멜로디, 태양의 그루브 넘치는 보컬이 어우러져 다른 트랩 뮤직들과 차별화를 두었다."라고 호평했다.

### 가요 프로그램 1위
| 연도            | 수상 내역 (총 4회)                                  |
| --------------- | --------------------------------------------------- |
| 2014년 (총 1회) | - Good Boy(총 1회) - 11월 30일 SBS 《인기가요》 1위 |
| 2015년 (총 1회) | - Good Boy (총 2회) - 1월 4일 SBS 《인기가요》 1위  |

## 차트 성적
"GOOD BOY"는 발매와 동시에 한국의 각종 음원 차트에서 1위를 차지했다. 또한 이 노래는 "빌보드" 월드 디지털 송 차트에서 1위를 기록했다. 이 기록은 싸이와 2NE1에 이은 세 번째 한국 가수 1위이다.

## 트랙 리스트
| #            | 제목         | 작사         | 작곡                            | 편곡         | 재생 시간 |
| ------------ | ------------ | ------------ | ------------------------------- | ------------ | --------- |
| 1.           | 〈GOOD BOY〉 | G-Dragon     | G-Dragon, The Fliptones, Freedo | G-Dragon     | 4:05      |
| 총 재생 시간 | 총 재생 시간 | 총 재생 시간 | 총 재생 시간                    | 총 재생 시간 | 4:05      |

## 차트

### 주간 차트
| 차트                       | 최고 순위 | 판매량    |
| -------------------------- | --------- | --------- |
| 가온 싱글 차트             | 5         |           |
| 가온 디지털 싱글 차트      | 4         | 1,123,416 |
| 가온 BGM 차트              | 6         |           |
| 빌보드 월드 디지털 송 차트 | 1         | 5,000     |
| 가온 앨범 차트             | 1         | 25,000    |

### 연간 차트
| 차트           | 최고 순위 |
| -------------- | --------- |
| 가온 싱글 차트 | 97        |

## 같이 보기
- 빅뱅의 수상 및 후보 목록
- 지드래곤의 수상 및 후보 목록
- 태양의 수상 및 후보 목록